# Ruditapes
Ruditapes és un gènere de mol·luscs bivalves de la família Veneridae que inclou les populars cloïsses. Es proper a Tapes i a Venerupis, i algunes espècies han estat classificades en un gènere o l'altre en algun moment.

## Taxonomia
El gènere Ruditapes inclou tres espècies:
- Ruditapes bruguieri (Hanley, 1845)
- Ruditapes decussatus (Linnaeus, 1758)
- Ruditapes philippinarum (A. Adams & Reeve, 1850)

Altres espècies que havien estat assignades al gènere Ruditapes han estat mogudes a altres gèneres.